# Орликівщина
Орликі́вщина — село в Україні, у Хорольській міській громаді Лубенського району Полтавської області. Населення становить 319 осіб. До 2020 орган місцевого самоврядування — Ялосовецька сільська рада.

## Географія
Село Орликівщина примикає до села Барилівщина, на відстані 1 км знаходиться село Скибівщина (Миргородський район). По селу протікає пересихаючий струмок з загатою. У західній частині села бере початок річка Багачка.

## Історія
12 червня 2020 року, відповідно до розпорядження Кабінету Міністрів України № 721-р «Про визначення адміністративних центрів та затвердження територій територіальних громад Полтавської області», село увійшло до складу Хорольської міської громади..
19 липня 2020 року, в результаті адміністративно - територіальної реформи та ліквідації Хорольського району, село увійшло до складу новоутвореного Лубенського району.

## Економіка
- Молочно-товарна ферма.

## Відомі люди
Чарниш (Черниш) Людмила Іванівна - художниця.